# ユカイナル
ユカイナル合同会社は、かつて存在した日本の芸能事務所。主に声優・ナレーターのマネジメントを行っていた。

## 概要
1994年よりシグマ・セブン、クレイジーボックス、アトミックモンキーといった声優やナレーターの事務所をマネージャーとして渡り歩いた井田伸彦が、2020年に本事務所を開設。
社名のとおり、「ユカイナル世の中になると良いなぁ、と信じて行くこと」を存在意義としている。
2021年夏より同社オリジナルのワークショップとして「YY TOGETHER!」を立ち上げ。代表社員の井田が講師を務め、ワークショップのほか、オンライン相談、ボイスサンプルコンサルティングも受け付ける。
2022年11月10日、代表の井田が大動脈解離のため逝去。同月30日、全所属タレントのマネジメント契約の解消を発表し会社も解散となった。サテライトメンバーなどとして所属していたメンバーの多くは、2023年1月新設の事務所・maximum合同会社に所属している。

## 解散発表時の主な所属・提携タレント
- 木村匡也（業務提携、ナレーション提携、フリー）
- ボンバー森尾（業務提携、株式会社ディクトリー代表）
- 堀越富三郎（所属メンバー、現所属：オフィス海風）
- 松宮可奈（正所属メンバー、フリー）
- 和優希（正所属メンバー、現所属：ステイラック）
- 相樂真太郎（正所属メンバー、現所属：ネクシード）
- 北村さちこ（正所属メンバー、フリー）
- 中条智世（準所属メンバー、フリー）
- まちだ侑子（準所属メンバー、現所属：リマックス）
- 横田砂選（サテライトメンバー、フリー）
- 平本昌央（サテライトメンバー、フリー）
- 設楽裕生（サテライトメンバー、フリー）
- さやさや花（正所属メンバー、現所属：maximum合同会社）
- 松蔵之助（準所属メンバー、現所属：maximum合同会社）
- 吉田ゆうた（サテライトメンバー、現所属：maximum合同会社）
- 池原滉大（サテライトメンバー、現所属：maximum合同会社）
- 大木むつみ（サテライトメンバー、現所属：maximum合同会社）
- 比嘉麻琴（サテライトメンバー、現所属：maximum合同会社）
- 牧ももこ（サテライトメンバー、現所属：maximum合同会社）
- 石井花奈（サテライトメンバー、現所属：maximum合同会社）
- 上路りさ（サテライトメンバー、現所属：maximum合同会社）
- やまかわともみ（サテライトメンバー、現所属：maximum合同会社）
- 大黒舞香（サテライトメンバー、現所属：maximum合同会社、移籍後に「だいこく舞香」に改名）

## 過去のタレント
- 夏目愛海（業務提携、現所属：Me&Her）[7]
- 高木友梨香（サテライトメンバー、現所属：アニモプロデュース）
- 加藤有生子（業務提携）
- 宮崎敦吉（ナレーション提携）